# Taiko
Il termine taiko (太鼓?) indica genericamente tutti i tamburi giapponesi, ad eccezione di quelli a clessidra (questi definiti invece tsuzumi). La tipologia più nota in Occidente, grazie a gruppi noti internazionalmente come i Kodō, è quella del grande tamburo giapponese a forma di barile. In alcuni casi, per evitare ambiguità, si usa l'espressione wadaiko (和太鼓?), formata da wa (Giappone)+taiko, quindi lett. "tamburo/i giapponese/i" in riferimento ai membranofoni originari dell'arcipelago nipponico.
I tamburi definiti taiko (e -daiko nei composti, come il già citato wadaiko) e maggiormente impiegati nella tradizione musicale giapponese sono sostanzialmente riconducibili a due tipologie, entrambi bipelli e percossi con una coppia di bacchette (bachi): si tratta della tipologia dei sopracitati tamburi a barile, insieme a quella dei tamburi cilindrici.

## Storia
Già nella remota antichità, i taiko erano usati negli eventi militari e nelle feste comunitarie dette matsuri. Tuttora nei sacrari shintoisti di numerose località del Giappone,  viene usato un tamburo per evocare e rendere omaggio alle divinità, i kami.
L'onnipresenza del tamburo in alcuni riti shintoisti noti come kagura crea un'analogia con la centralità del tamburo nello sciamanesimo "classico". Di conseguenza alcuni studiosi suppongono che l'impiego del tamburo nei kagura, e più in generale in gran parte delle pratiche rituali folkloriche giapponesi, trovi le sue radici proprio nello sciamanesimo. Inoltre, il tamburo è significativamente legato, anche nei racconti mitologici giapponesi, a pratiche riconducibili a un orizzonte sciamanico: il famoso episodio della "Caverna celeste" può infatti essere interpretato come pratica per il recupero dell'anima - quella della dea solare Amaterasu, "morta" nella caverna - in cui un taiko sui generis, il recipiente capovolto, svolge una funzione determinante. Peraltro, nel Giappone contemporaneo il tamburo, di norma insieme al canto, si delinea come elemento immancabile nello scatenamento, nello sviluppo e nella risoluzione della trance di possessione che caratterizza alcuni rari casi di kagura.
Dalla pratica strumentale dei matsuri deriva, nei tardi anni '50 del XX secolo, un genere neotradizionale imperniato su gruppi di tamburi, ensemble definiti dai musicologi kumidaiko (組太鼓?). Gruppi come quelli dei Kodō hanno elaborato, liberamente e in senso virtuosistico, i repertori di diverse zone del Giappone o utilizzato brani composti ex novo.